# Weissia ovalis
Weissia ovalis är en bladmossart som beskrevs av Edwin Bunting Bartram 1933. Weissia ovalis ingår i släktet krusmossor, och familjen Pottiaceae. Inga underarter finns listade i Catalogue of Life.